# Club Deportivo Universitario de Potosí
El Club Deportivo Universidad Autónoma Tomás Frías, más conocido como Universitario de Potosí, es una institución deportiva de la ciudad de Potosí, Bolivia. Fue fundado el 1 de abril de 1950 y es el equipo oficial de la Universidad Autónoma Tomás Frías (UATF). Actualmente juega en la Primera "A" de la Asociación de Fútbol Potosí. Participó en la Primera División de Bolivia en 6 ocasiones 1970, 1971, 1975, 1976, 1992 y 1993.

## Historia

### Fundación y primeros años
El club fue fundado el 1 de mayo de 1950 por jóvenes de la Universidad Autónoma Tomás Frías, bajó la iniciativa de Germán Lizarazú.
El club empezó a jugar en la Asociación de Fútbol Potosí, era un equipo modesto, conformado por jugadores universitarios. También participó en diferentes torneos interuniversitarios y encuentros amistosos. 

### Campañas en Primera División
En su primera campaña en Primera División, en el campeonato de 1970, el equipo finalizó penúltimo en el grupo que compartió con Independiente Unificada Jorge Wilstermann y Litoral, con cuatro puntos. En las ediciones siguientes también ocupó la penúltima posición, incluso terminó último en la tabla de posiciones en el campeonato de 1975.
Luego de la creación de la Liga del Fútbol Profesional Boliviano en 1977, el club continuó su militancia en su asociación de origen, la Asociación de Fútbol Potosí.
Sin embargo entre 1981 y 1987 el fútbol potosino pasó por una profunda crisis, luego de pésimas campañas de sus equipos representantes, la LFPB sancionó al fútbol potosino los años 1988 y 1989.
| Partidos | Partidos | Partidos  | Partidos | Goles   | Goles     | Goles      |
| Total    | Ganados  | Empatados | Perdidos | A favor | En contra | Diferencia |
| -------- | -------- | --------- | -------- | ------- | --------- | ---------- |
| 30       | 7        | 9         | 14       | 39      | 55        | -16        |

En 1991, luego de dieciséis años de ausencia, el club retorno a la máxima división del fútbol boliviano. Aquella temporada logró la duodécima posición de dieciséis equipos participantes.
Em la plantilla del equipo se destacan los nombres de Nicolás Trujillo, Hebert Yabeta, Luis Orella, Nicolás Baptista y el argentino Wálter Maladot.
En 1992, el torneo de dividió por grupos y el club integró el grupo B, junto a Bolívar, Independiente Petrolero, The Strongest y Chaco Petrolero, logrando la penúltima posición, descendiendo de manera conjunta con este último.

### La lucha por el ascenso
Luego de su caída, la U participó en varias ocasiones en el torneo de la Copa Simón Bolívar, con la meta firme de regresar al profesionalismo, aunque sin fortuna.

## Datos del club
- Temporadas en Primera División: 6 (1970, 1971, 1975, 1976, 1992 y 1993).
- Participaciones en Copa Simón Bolívar: 2 (2007, 2010).
- Más encuentros en Primera División: Franz Amurrio, Hebert Yabeta y Nicolás Baptista (45 partidos oficiales).
- Máximo goleador en Primera División: Wálter Maladot (20 goles en competiciones oficiales).[2]

## Participaciones
| Torneo | Posición       | PJ | PG | PE | PP | GF | GC | DG | Pts. |
| ------ | -------------- | -- | -- | -- | -- | -- | -- | -- | ---- |
| 2010   | Fase de grupos | 6  | 2  | 0  | 4  | 7  | 11 | -4 | 6    |
| Total  |                | 6  | 2  | 0  | 4  | 7  | 11 | -4 | 6    |

## Estadio
Disputa sus encuentros de local en el Estadio Víctor Agustín Ugarte, recinto que es propiedad del Gobierno de Potosí. Fue inaugurado en 1992, cuenta con un aforo total para 32 105 espectadores y se ubica en la zona de San Clemente.

Panorámica interior del estadio.

## Palmarés

### Torneos regionales (2)
| Competición regional    | Títulos     | Subcampeonatos                            |
| ----------------------- | ----------- | ----------------------------------------- |
| Primera "A" (AFP) (2/7) | 2003, 2005. | 1999, 2001, 2004, 2007, 2009, 2010, 2011. |